# Saurita lasiphlebia
Saurita lasiphlebia là một loài bướm đêm thuộc phân họ Arctiinae. Loài này được Paul Dognin mô tả năm 1906. Loài này có ở Perú.